# شب‌پره زمستانی

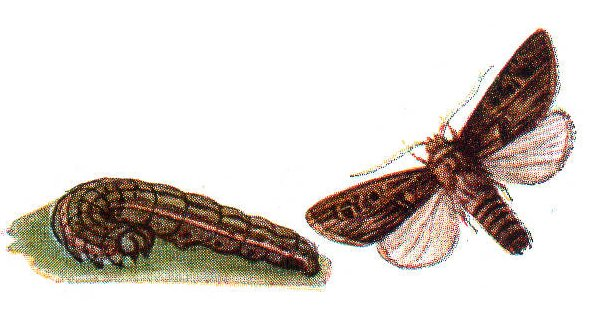
تصویر لارو و ایماگو

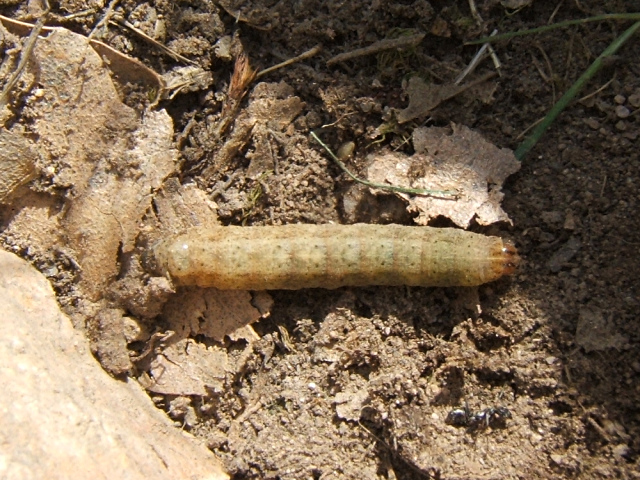
لارو

شب‌پره زمستانی یا کرم طوقه‌بر (نام علمی: Agrotis segetum)، که گاهی به شب‌پره شلغم نیز معروف است، شب‌پره‌ای از خانواده شاپرکان جغدی است. این گونه برای نخستین بار توسط مایکل دنیس و ایگناز شیفرمولر در سال ۱۷۷۵ توصیف شد. این یک گونه رایج اروپایی است و در آفریقا و سراسر اوراسیا به جز شمالی‌ترین نقاط آن یافت می‌شود.
این یک کرم طوقه‌بر از سرده Agrotis است که احتمالاً سرده‌ای است که بیشترین تعداد گونه کرم طوقه‌بر را دربر می‌گیرد.
این امکان وجود دارد که توسط تجارت بین‌المللی از نهالستان گسترش یافته باشد.